# Джоргенсен, Джо
Джо Джоргенсен (англ. Jo Jorgensen, род. 1 мая 1957, Либертивилл, Иллинойс, США) — американский психолог и политическая активистка. Кандидат на президентских выборах 2020 года от Либертарианской партии. Доктор психологии (2002).
Ранее также была кандидатом в вице-президенты США на выборах 1996 года от Либертарианской партии.

## Биография
Джоанн Мари Джоргенсен родилась в Либертивилле, штат Иллинойс. Получила степень бакалавра психологии в Бэйлорском университете в 1979 году. В 2002 году получила степень доктора философии в области промышленной психологии в Университете Клемсона. Джоргенсен — старший преподаватель психологии в Университете Клемсона в штате Южная Каролина.
Выдвинута кандидатом от Либертарианской партии на выборах президента США 2020 года. 2 ноября 2019 года Джоргенсен официально начала свою предвыборную кампанию на съезде Либертарианской партии в Южной Каролине. Она первая женщина, ставшая кандидатом в президенты США от Либертарианской партии. Также Джоргенсен стала единственной женщиной-кандидатом на президентских выборах 2020 года.

## Взгляды
Джоанн Мари Джоргенсен выступает против эмбарго и экономических санкций. Она также выступает за вывод американских войск из-за рубежа. В ходе первичных президентских дебатов либертарианцев заявила, что немедленно остановит строительство стены с Мексикой, которую предложил Дональд Трамп, а также отменит квоты, ограничивающие список тех, кто может иммигрировать в США. Также, как отметила Джоргенсен, по её мнению, иммиграция оказывает положительное влияние на экономику страны.